# هاميلتون هيوم
هاميلتون هيوم (بالإنجليزية: Hamilton Hume)‏ هو مستكشف أسترالي، ولد في 19 يونيو 1797 في Toongabbie ‏ في أستراليا، وتوفي في 19 أبريل 1873 في Yass, New South Wales ‏ في أستراليا.

## وصلات خارجية
- هاميلتون هيوم على موقع الموسوعة البريطانية (الإنجليزية)